# Donna Moderna
Donna Moderna è un settimanale femminile pubblicato in Italia dal 16 marzo 1988. Storicamente pubblicato da Mondadori, dal 2022 è edito da Stile Italia Edizioni.

## Storia

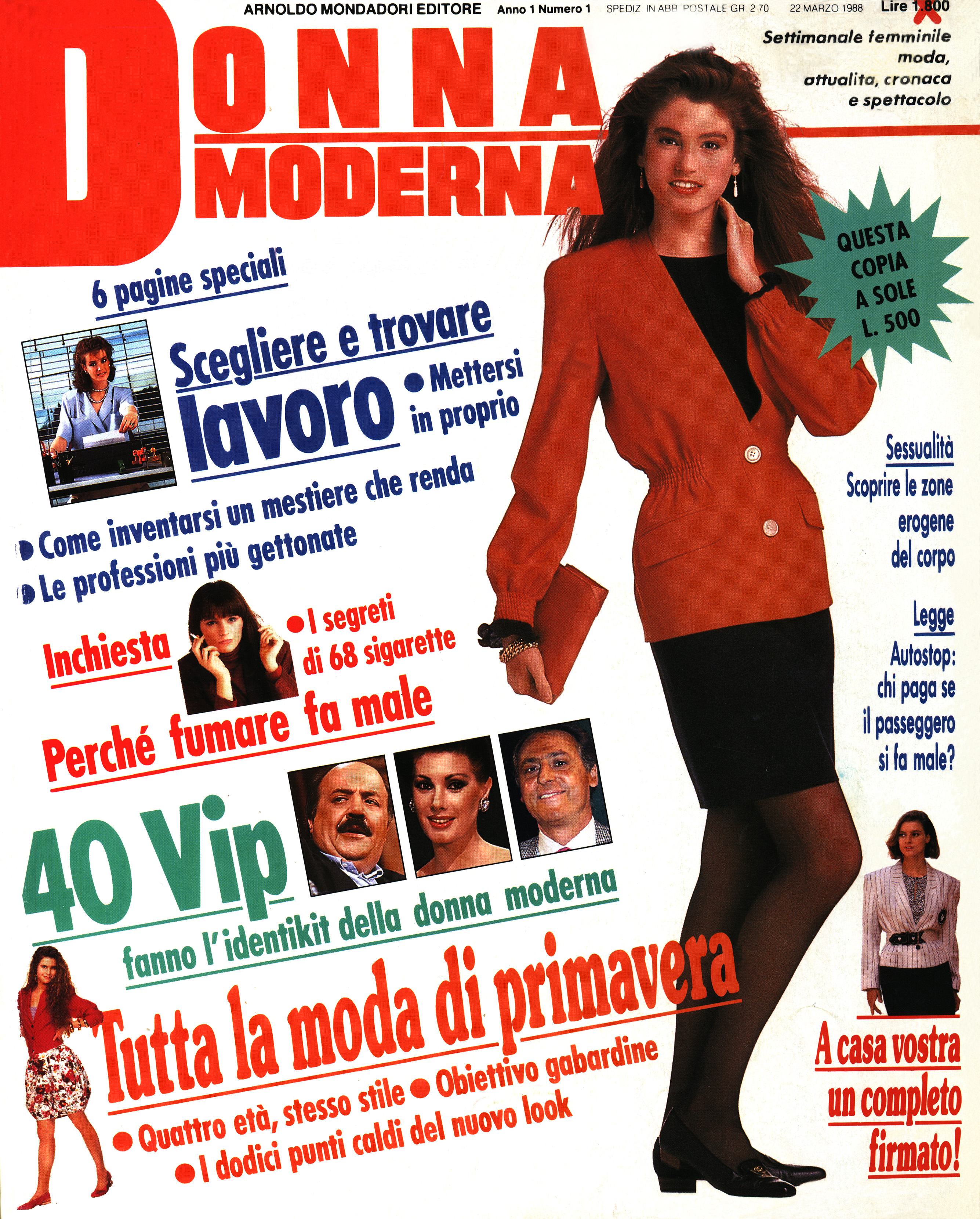
Copertina del primo numero di Donna Moderna, 22 marzo 1988.

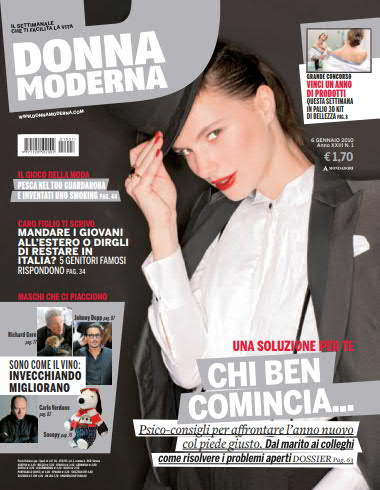
Copertina del numero del 6 gennaio 2010

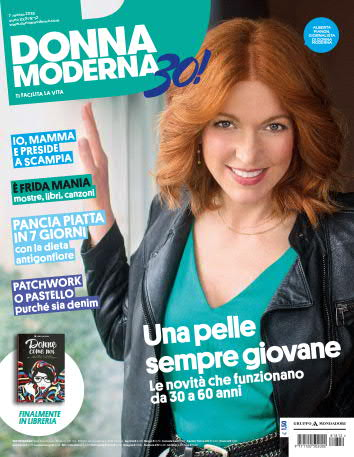
Copertina del numero del 7 marzo 2018, che ricorda i 30 anni del periodico

Il settimanale, ideato e diretto inizialmente da Edvige Bernasconi, esce il 16 marzo 1988 con una foliazione di 92 pagine.
In seguito, dal 1989 al 1991, la rivista passa sotto la direzione di Giuseppe Botteri, per poi tornare a essere diretta dalla sua ideatrice nel dicembre 1991, presentando come novità l'allegato mensile Casa Idea. Bernasconi dirige la rivista fino al maggio 1995, quando passa alla Rizzoli Editore, e viene rimpiazzata dalla sua vice Patrizia Avoledo.
Nel 1996 la rivista apre il suo sito web, che viene successivamente rinnovato nel 2008. Nel novembre 1997 Donna in forma viene inserito come supplemento mensile di fitness, che nel 2011 viene rinnovato e rinominato Wellness.
Il 17 aprile 2008 viene presentato il nuovo logo della testata. Dal settembre 2011 le donne comuni divennero le protagoniste dei servizi di moda, prendendo il posto delle modelle.
Nel 2013 cambia nuovamente la direzione e passa ad Annalisa Monfreda, che presenta la nuova versione il 9 maggio 2013.
Donna moderna è attiva in campagne contro la violenza sulle donne; nell'anno di Expo 2015 di Milano ha realizzato l'iniziativa virtuale Ricetta per la vita in collaborazione con WE-Women for Expo.
Nell'ottobre 2018 le due riviste, Donna Moderna e Tu Style, vengono rinnovate sia a livello grafico che nei contenuti. Inoltre nel progetto editoriale vengono inserite Paola Salvatore, per maggiori approfondimenti sui temi della moda e bellezza, e scrittrici come Chiara Gamberale, Geppi Cucciari e Michela Murgia.
Il 1º gennaio 2022 la rivista viene ceduta alla società editrice «Stile Italia Edizioni» (75% La Verità Srl, 25% Mondadori) per la pubblicazione del periodico.. Alla direzione viene chiamata Elena Viola, che lascia Elle Weekly, nato dalla chiusura del settimanale Gioia

Loghi
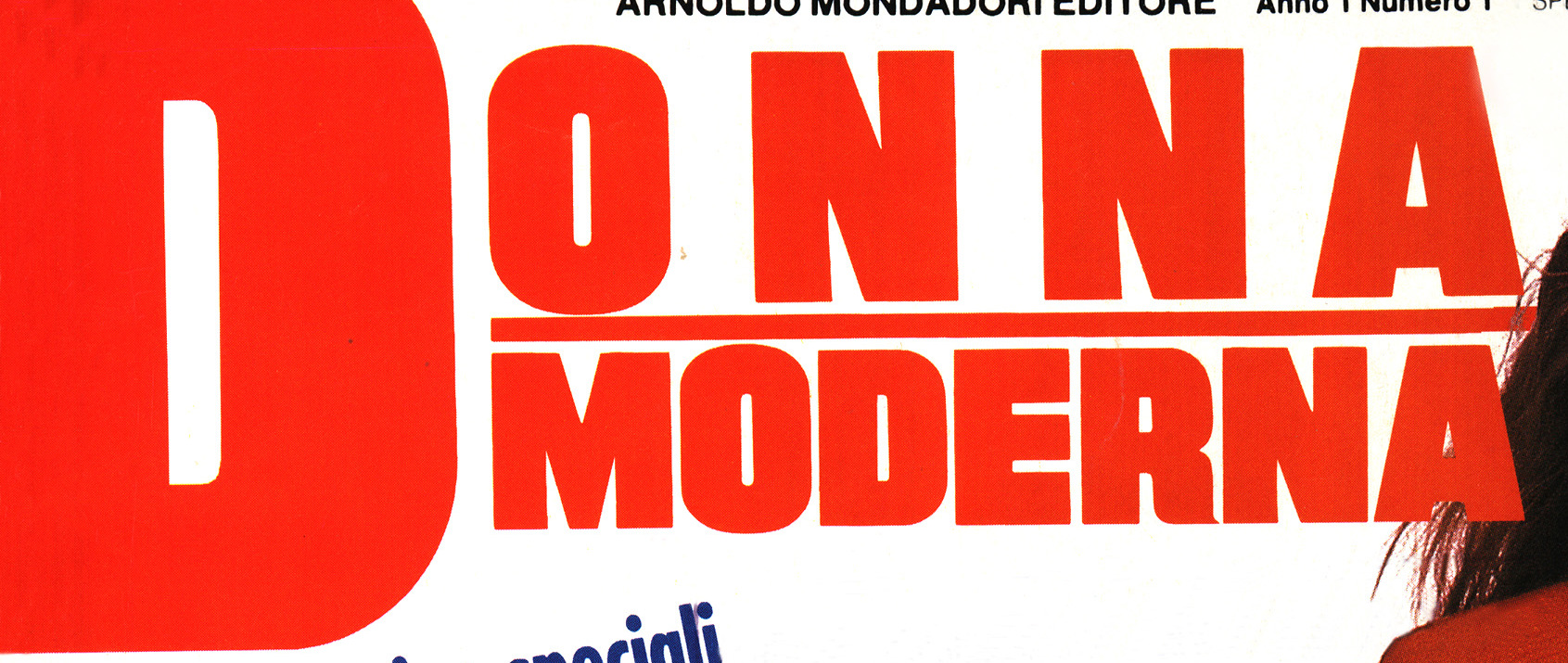
Dal 1988
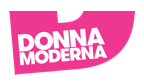
Fino a ottobre 2018
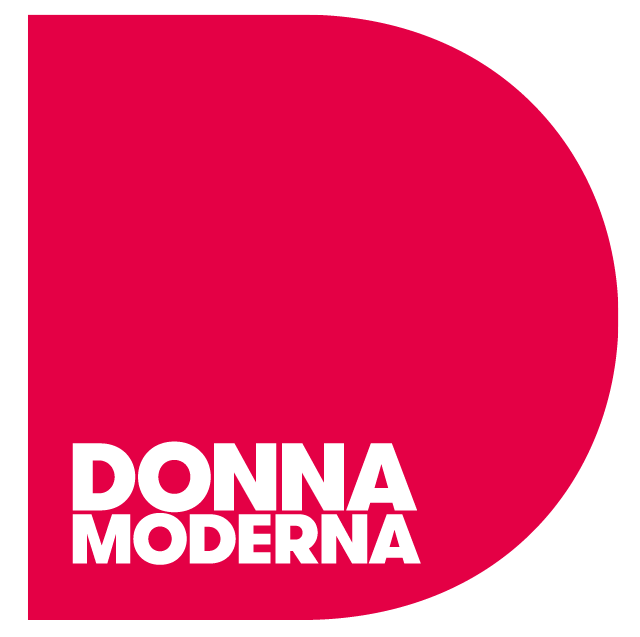
Da ottobre 2018 ad aprile 2022
Da aprile 2022

## Diffusione
Dati di ottobre 2018
- Tiratura media: 260 300
- Diffusione media (Italia+Estero): 173 464
- Diffusione (cartacea+digitale): 208 772
- Totale vendita: 131 701
- Abbonamenti: 39 925

## Contenuti

### Rivista cartacea
La rivista tratta la cronaca e le attualità che ruotano intorno al mondo delle donne. Si articola al suo interno con numerose rubriche.
- Bellezza - La rubrica si occupa di prodotti per il viso e corpo, di profumi, di capelli, di lezioni di trucco.
- Moda - In questa rubrica il settimanale evidenzia le tendenze, lo shopping, gli accessori.
- Cucina - La rubrica ha un video per la preparazione delle ricette.
- Matrimonio - consiglia l'abito matrimoniale, l'acconciatura, l'organizzazione del matrimonio, i gioielli da indossare.
- Mamma - Si parla del mondo del bambino, della gravidanza, della maternità e lavoro.
- Sesso - La rubrica tratta di single e coppia, di famiglie allargate, di eros e psiche.
- Starbene - Diete, forma e salute.
- Casa Facile - Giardinaggio, cucina, organizzazione delle camere
- Succede - Posta, blogger, lavoro
- Gossip - gossip blog, video
- Divertimenti - Viaggi e weekend, musica, libri.
- Community - Chat, foto, forum, gruppi.

### Donna Moderna Bambino
Allegato interno alla rivista cartacea, è un magazine dedicato alle mamme per rispondere a tutte le domande sulla cura e lo sviluppo dei bambini da 0 a 12 anni.

## Contenuti digitali e tv

### Donnamoderna.com
Nel 1995 DonnaModerna inaugura il suo sito internet, con a capo Daniela Cerrato. Nel 2005 il sito conta circa 400.000 utenti unici e oltre 10 milioni di pagine viste al mese. Nel 2006 viene inserito un formato pocket. In coincidenza con il ventesimo anniversario della rivista, da numero del 17 aprile, viene rinnovato il logo e alcuni contenuti grafici e editoriali.
Nel 2011 il sito viene presentato con una veste aggiornata. Nel 2014 Donnamoderna.com entra nel campo della produzione video, con la fiction Il salgono di Adele che racconta la storia di due amiche in una cittadina di provincia.
Nel 2015 viene lanciato il progetto DonnaModerna Live, un programma televisivo che viene applicato anche al web integrando contenuti e storytelling.
Nel 2016 inaugura "un caffè con DonnaModerna": 5 notizie del giorno raccontate in 5 minuti.

### Digital School
Scuola di formazione firmata da Donna Moderna, CasaFacile e Sale&Pepe. La proposta didattica in modalità e-learning presenta cinque percorsi di studio: “Content strategy”, “Social Media Pro”, “Vendere online”, “Grafica e fotografia per il web”, “Promuovere un’attività online”.

### Donnamoderna.tv
Web tv on demand con oltre 6000 video pubblicati

## Eventi

### Experience Store
Manifestazione itinerante, che si sviluppa da Nord a Sud Italia, con la presenza di stand di abbigliamento, domotica, cosmesi, viaggi, stand di degustazione, eventi artistici e corsi vari per il pubblico femminile. Nel 2011 fa tappa, in ordine cronologico, a Catania, Salerno e Genova. Evento in collaborazione con aziende e con brand appartenenti a diverse categorie merceologiche, tra cui L’Oréal Paris e Vodafone

### Donna Moderna Negev Adventure
Percorso multipiattaforma che documenta un gruppo di lettrici e utenti a correre nel deserto. Evento in collaborazione con aziende e con brand che si uniscono al progetto attivamente nella creazione dei contenuti.

### Donne come noi
Progetto dedicato all'emancipazione femminile, lanciato in occasione dei 30 anni del marchio, articolato in un libro, uno spettacolo teatrale e un corso di formazione.

## Direttori

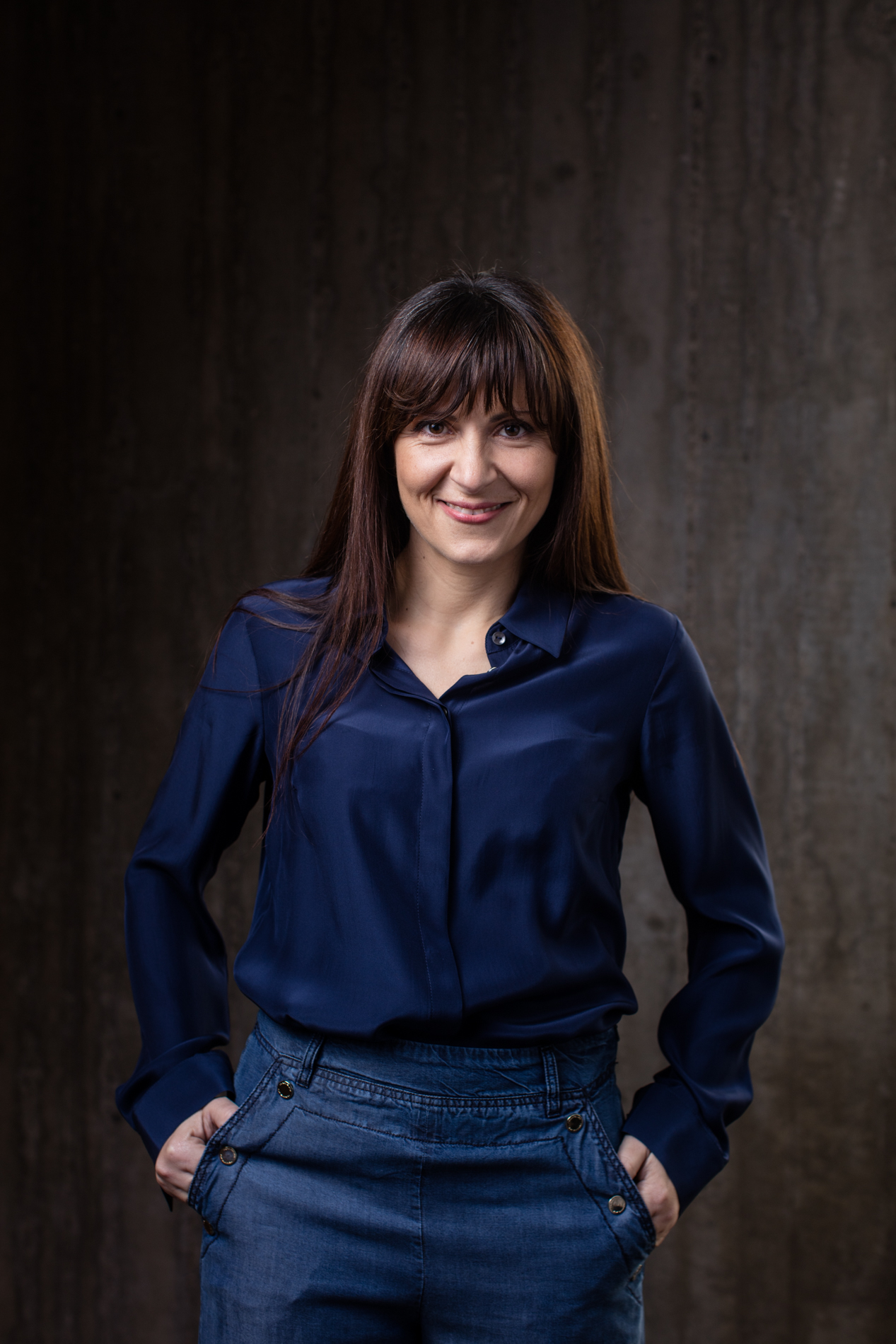
Annalisa Monfreda

- Edvige Bernasconi (dal 1988 al 1989) e nuovamente (dal 1991 al 1995)
- Giuseppe Botteri (dal 1989 al 1991)[17]
- Patrizia Avoledo (dal 1995 al 2013)[18]
- Annalisa Monfreda (dal 2013 al 2021)[19]
- Elena Viola (dal 2022)[20]